# Chomejniszahr
Chomejniszahr (perski: خميني شهر) – miasto w Iranie, w ostanie Isfahan. W 2006 roku miasto liczyło 218 737 mieszkańców w 57 551 rodzinach.